# Xénon
Pour les articles homonymes, voir Xénon (homonymie).

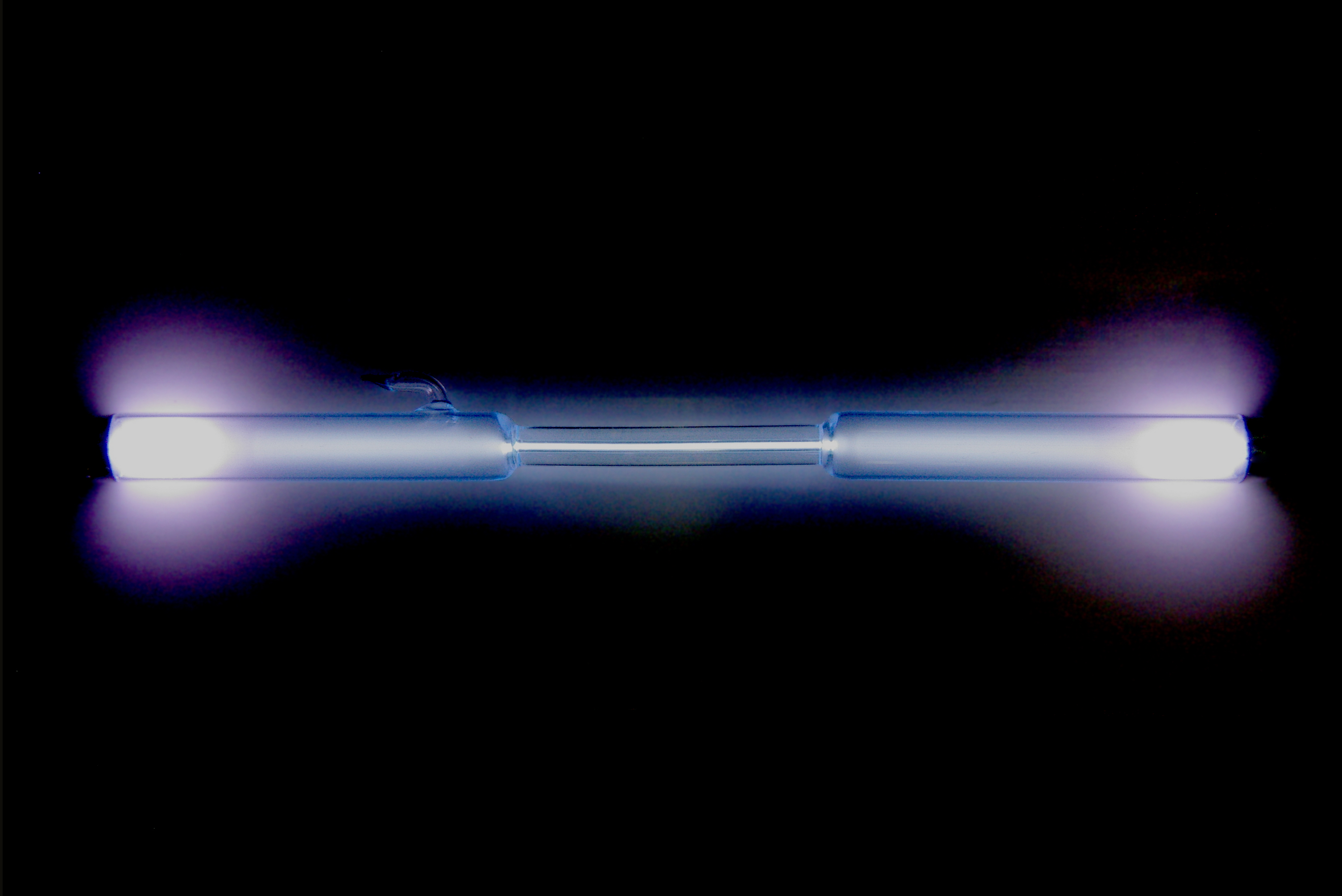

Le xénon est l'élément chimique de numéro atomique 54, de symbole Xe. C'est un gaz noble, inodore et incolore. Dans une lampe à décharge, il émet une lumière bleue.
Le xénon est le plus rare et le plus cher des gaz nobles, à l'exception du radon dont tous les isotopes sont radioactifs.
Étymologiquement, le nom de « xénon » dérive du mot grec ξένος / xénos, « étranger ». Ce nom vient du fait que le xénon a été découvert sous forme de « gaz inconnu, étranger » dans le krypton lors des identifications successives des gaz rares (argon, krypton, xénon) à la fin du XIXe siècle.
Le xénon a été découvert en 1898 par William Ramsay et par Morris William Travers par analyse spectrale de « résidus » de l'air dont on avait éliminé l'oxygène et l'azote.
On extrait le xénon par distillation de l'air. Pour distiller de l'air, il faut le rendre liquide en le compressant (il s'échauffe en restant gazeux, mais en le maintenant compressé et en le refroidissant, il se liquéfie). On peut alors extraire le xénon par distillation fractionnée de l'air devenu liquide.

## Histoire
Le xénon a été découvert par les chimistes britanniques William Ramsay et Morris Travers le 12 juillet 1898, peu après leur découverte du krypton et du néon. Ils l'ont trouvé dans un résidu issu de l'évaporation sélective des différents éléments composant l'air liquide,. C'est Ramsay qui proposa de baptiser ce nouveau gaz xénon, du grec ξένον / xénôn, de ξένος / xénos, « étranger »,. En 1902, Ramsay estimait que l'atmosphère terrestre devait contenir 1 partie pour 20 millions de xénon.

Stroboscope avec tube au xénon.

Au cours des années 1930, l'ingénieur Harold Edgerton commença à s'intéresser à la lumière stroboscopique pour des applications en photographie à grande vitesse. Cette étude le conduisit à l'invention d'un stroboscope au xénon, au sein duquel la lumière était générée par une décharge de courant très brève dans un tube rempli de xénon. En 1934, Edgerton était capable de générer des flashs d'une microseconde de durée grâce à cette technique.
En 1939, Albert R. Behnke Jr étudia les causes de l'ivresse des profondeurs chez les plongeurs en eaux profondes, amenés à respirer un air bien plus dense et à bien plus haute pression que l'air ambiant. En testant l'effet de changement de compositions de l'air contenu dans les bouteilles, il réalisa que l'organisme humain réagissait différemment selon la composition chimique du gaz inspiré à haute pression. Il en conclut que le xénon pourrait être utilisé en anesthésie. Bien qu'il semble que le Russe Lazharev ait étudié l'utilisation du xénon en anesthésie en 1941, les premiers travaux publiés confirmant l'effet du xénon datent de 1946 et concernent les expérimentations de J. H. Lawrence sur des souris. La première utilisation du xénon comme anesthésiant en chirurgie date de 1951, avec l'opération de deux patients par Stuart C. Cullen.
En 1960, le physicien John H. Reynolds (en) découvrit que certaines météorites contenaient un taux anormalement élevé de l'isotope 129 du xénon. Il supposa que l'excès de cet isotope provenait du produit de désintégration de l'iode 129. Cet isotope est produit lentement dans le milieu interstellaire par des réactions de spallation dues aux rayons cosmiques et à des réactions de fission nucléaire, mais n'est produit en quantité notable que dans l'explosion de supernovas. La demi-vie de l'iode 129 étant relativement courte à l'échelle cosmologique (16 millions d'années seulement), cela démontrait que peu de temps s'était écoulé entre la supernova et le moment où la météorite s'était solidifiée en piégeant l'iode 129. Ces deux évènements (supernova et solidification du nuage gaz) étaient supposés avoir eu lieu durant les premiers temps de l'histoire du système solaire, l'iode 129 ayant vraisemblablement été généré avant — quoique peu de temps avant — la formation du système solaire,.
Le xénon et les autres gaz nobles ont été longtemps considérés comme complètement inertes chimiquement et n'entrant pas en jeu dans la formation de composés chimiques. Cependant, alors qu'il enseignait à l'Université de la Colombie-Britannique, Neil Bartlett découvrit que l'hexafluorure de platine (PtF6) est un agent oxydant très puissant, capable d'oxyder le dioxygène (O2) pour former de l'hexafluoroplatinate de dioxygényle (O2+[PtF6]−). Le dioxygène et le xénon possédant des énergies de première ionisation presque identiques, Bartlett prit conscience que l'hexafluorure de platine pourrait peut-être également oxyder le xénon. Le 23 mars 1962, il mélangea ces deux gaz et produisit le premier composé chimique contenant un gaz noble, l'hexafluoroplatinate de xénon,. Bartlett pensa que sa composition était Xe+[PtF6]−, mais des travaux postérieurs montrèrent qu'il avait sans doute fabriqué un mélange de plusieurs sels de xénon,,. Depuis lors, de nombreux autres composés du xénon ont été découverts, et quelques composés contenant d'autres gaz nobles (argon, krypton et radon) ont été identifiés, incluant notamment l'hydrofluorure d'argon, le difluorure de krypton, ou le fluorure de radon.

## Abondance sur Terre et dans l'Univers
Le xénon existe à l'état de traces dans l'atmosphère terrestre avec une concentration de 0,087 ± 0,001 ppm.
Le xénon est relativement rare dans le Soleil, sur Terre, dans les astéroïdes ou les comètes.
L'atmosphère de Mars présente une abondance de xénon similaire à celle de la Terre, soit 0,08 ppm. En revanche, la proportion de xénon 129 (par rapport au xénon total) sur Mars est plus élevée que celle observée sur Terre ou dans le Soleil. Cet isotope étant produit par la désintégration d'éléments radioactifs, ceci indique que Mars pourrait avoir perdu la majeure partie de son atmosphère primitive, peut-être dans les 100 premiers millions d'années qui ont suivi sa formation,.
À l'inverse, l'atmosphère de Jupiter présente une concentration de xénon inhabituellement élevée, environ 2,6 fois plus élevée que celle du Soleil. Cette concentration élevée demeure inexpliquée et pourrait être liée à une formation rapide et précoce de planétésimaux avant que le disque protoplanétaire ne commence à chauffer (sinon le xénon n'aurait pas été piégé dans les glaces des planétésimaux). Au sein du système solaire dans son ensemble, la part du xénon (en tenant compte de tous ses isotopes) est de 1,56×10-8, soit une concentration massique de 1 pour 64 millions.
La faible concentration de xénon sur Terre pourrait s'expliquer par la possibilité de liaisons covalentes xénon-oxygène dans le quartz (surtout à haute pression), ce qui tendrait à diminuer la présence de xénon gazeux dans l'atmosphère. Deux chercheurs, Svyatoslav Shcheka et Hans Keppler, ont proposé une autre explication en 2012 : alors qu'il s'est refroidi et cristallisé le magma a emprisonné les gaz rares les plus légers. Les gros atomes du xénon sont, pour l'essentiel, restés dans l'atmosphère. Sous l'effet de la chaleur, du fort rayonnement ultraviolet du Soleil jeune et du bombardement de la Terre par des météorites, l'atmosphère s'est en partie échappée dans l'espace, emportant le xénon avec elle. Les autres chercheurs « expliquent que le xénon est là mais qu'il se cache quelque part. Nous disons qu'il n'est pas là parce que, très tôt dans l'histoire de la Terre, il n'avait aucune place où se cacher. »
Contrairement aux autres gaz nobles de masse plus faible, le xénon et le krypton ne sont pas formés par nucléosynthèse stellaire au sein des étoiles. En effet, le coût énergétique de production d'éléments plus lourd que le nickel 56 par fusion est trop élevé. De ce fait, un grand nombre des isotopes du xénon est formé au cours des explosions de supernovas.

## Production industrielle
Industriellement, le xénon est un sous-produit de la séparation de l'air en oxygène et azote. À la suite de cette séparation, généralement effectuée par distillation fractionnée avec une double colonne, l'oxygène liquide obtenu contient une petite quantité de xénon et de krypton. En effectuant des étapes de distillation fractionnée supplémentaires, il peut être enrichi jusqu'à contenir une concentration cumulée de 0,1 à 0,2 % de krypton et xénon, mélange de gaz nobles extrait par adsorption sur un gel de silice ou par distillation. Ce mélange est ensuite séparé en xénon et krypton par distillation,.
L'extraction d'un litre de xénon de l'atmosphère nécessite une énergie de 220 watts-heures. En 1998, la production mondiale de xénon était de 5 000 à 7 000 m3 (). Du fait de sa faible concentration dans l'air, le xénon est beaucoup plus cher que les autres gaz nobles plus légers. En 1999, le prix d'achat pour de faibles quantités était d'environ 10 €/l, contre 1 €/l pour du krypton et 0,20 €/l pour du néon. Ces prix restent très modestes par rapport au cours de l'hélium 3.

## Propriétés

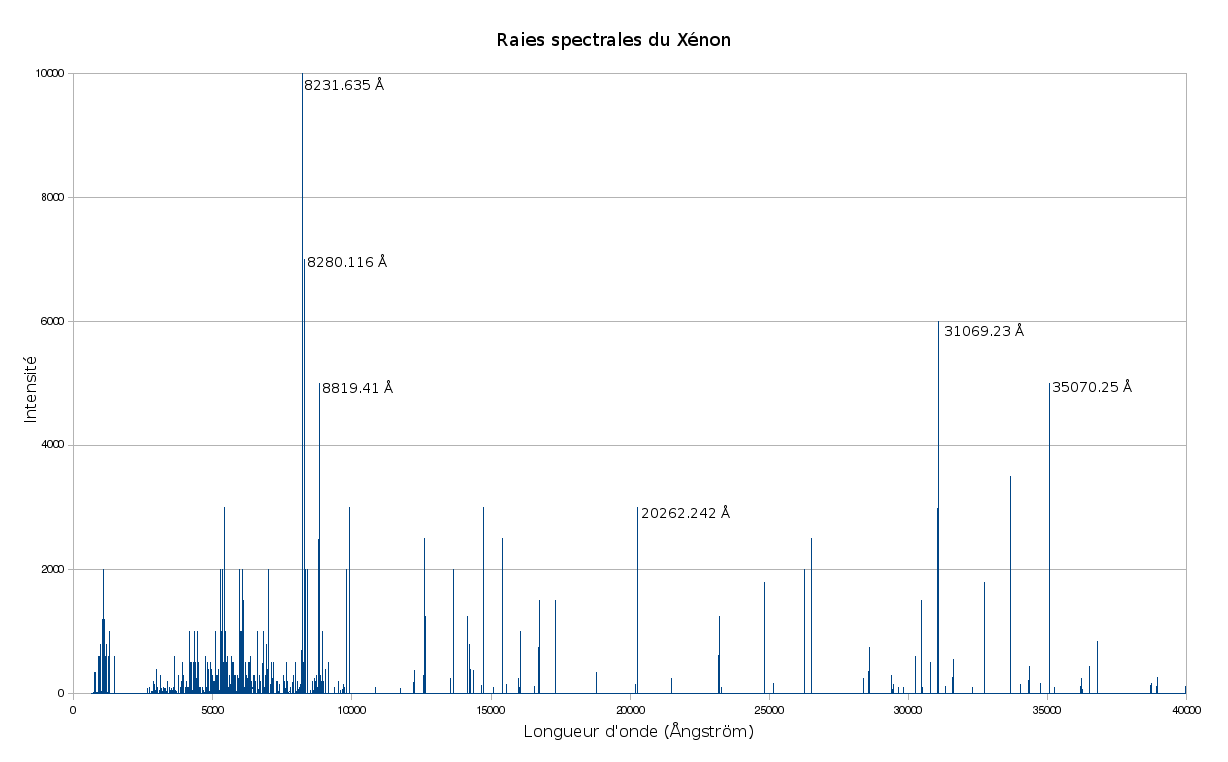
Raies spectrales du xénon, de l'ultraviolet à l'infrarouge.

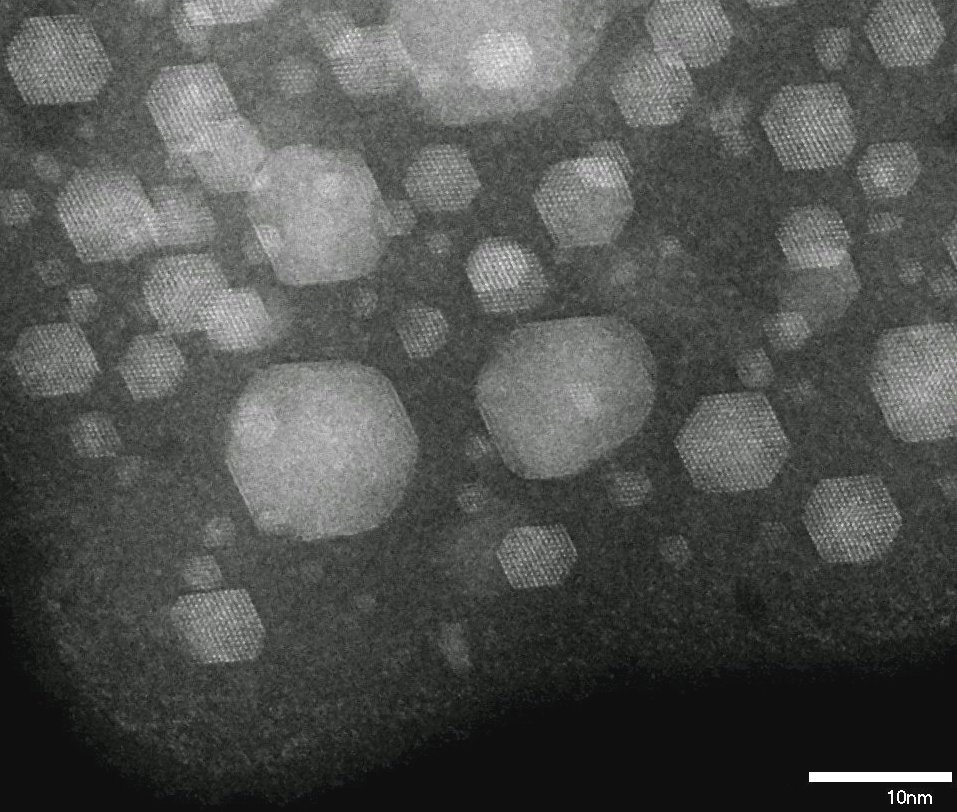
Nanoparticules de xénon liquides (amorphes) et solides (cristallines) produites en implantant des ions xénon dans de l'aluminium (observées au microscope électronique à balayage par transmission).

Un atome de xénon est un atome dont le noyau compte 54 protons.
Dans les conditions normales de température et de pression, c'est un gaz de masse volumique 5,761 kg m−3 ().
À l'état liquide, sa masse volumique peut atteindre 3,100 g cm−3, le maximum étant atteint au point triple.
Dans les mêmes conditions, sa masse volumique à l'état solide est de 3,640 g cm−3 ().
Sous plusieurs gigapascals de pression, le xénon présente un état métallique.
Le xénon fait partie de la famille des gaz nobles. Sa couche de valence étant totalement pleine, il est inerte vis-à-vis de la plupart des réactions chimiques.
Il peut toutefois être oxydé par des oxydants très puissants, et de nombreux composés du xénon ont pu être synthétisés.
Lorsque du xénon placé dans un tube est excité par des décharges électriques, il émet une lueur bleue ou lavande. Ses raies d'émissions couvrent le domaine visible, mais les raies les plus intenses se situent dans le bleu, ce qui explique cette coloration.
Du xénon liquide ou solide peut être produit à température ambiante en implantant des ions Xe+ dans une matrice solide. De nombreux solides ont un réseau constamment plus petit que Xe solide. Par conséquent, le xénon implanté subit une compression à des pressions qui peuvent être suffisantes pour qu'il se liquéfie ou se solidifie.

## Isotopes
Dans la nature, on peut trouver 7 isotopes stables (ou quasi stables) du xénon. Seul l'étain possède un plus grand nombre d'isotopes stables (10), l'étain et le xénon étant les deux seuls éléments à posséder plus de 7 isotopes stables. Les isotopes 124Xe et 134Xe devraient théoriquement subir une double désintégration β mais celle-ci n'a jamais été observée,. Une double désintégration β avec émission de deux antineutrinos (ββ2ν) a été observée  pour l'isotope 136Xe par l'expérience EXO-200, qui a mesuré une demi-vie de 2,11 × 1021 années (plus de cent milliards de fois l'âge de l'univers). Une désintégration par double capture électronique a été observée pour l'isotope 124Xe par l'expérience XENON avec une demi-vie de 1,8 × 1022 ans.
Outre ces 7 isotopes, plus de 40 isotopes instables et isomères nucléaires ont été étudiés.
L'un d'entre eux présente des enjeux particuliers pour le pilotage de certains réacteurs nucléaires (par exemple les REP). Dans les réacteurs concernés, le xénon 135 est produit comme fils de l'iode 135 qui se dégrade après quelques heures en xénon 135, lequel - dans ce contexte - est ensuite rapidement dégradé en absorbant des neutrons de la fission.
En temps normal, la production et la dégradation s'équilibrent donc. Lors des baisses de puissance du réacteur, il y a baisse de production des neutrons qui, alors, ne suffisent plus à la dégradation du 135Xe, celui-ci continue donc à s'accumuler, produit de la fission des heures précédentes. En raison de son énorme section efficace d'absorption thermique (de l'ordre de 3 millions de barns) il amplifie la baisse de puissance nucléaire. On dit alors qu'il y a « Empoisonnement au xénon » du réacteur.
De plus le xénon peut pénétrer d'autres matériaux tels que le nitrure de titane (l'un des matériaux utilisés comme matrice inerte pour entourer le combustible dans les réacteurs de type Réacteur nucléaire rapide à caloporteur gaz (ou GFR pour Gas cooled fast reactor)).
L'étude, la modélisation et la maîtrise de l’« empoisonnement » d'un réacteur au xénon et leurs effets sur la répartition des flux d'énergie et la puissance constituent donc un enjeu important pour l'industrie nucléaire et la gestion des accidents graves,.

### Le xénon comme traceur d'explosions ou d'accidents nucléaires
- Le 135Xe, 133mXe, 133Xe et 131mXe comptent parmi les produits de fission de la réaction qui a lieu dans une explosion de bombe atomique ou dans un réacteur nucléaire thermique à fission. Ces radioisotopes gazeux (lourd) et chimiquement non réactifs ont donc dans certains contextes une valeur de « radioindicateur ».
- Sur cette base, un système de surveillance mondiale du xénon radioactif dans l'air a été mis en place dans le cadre du Système de surveillance international pour vérifier la conformité des activités militaires et de la recherche des pays-signataires avec le Traité d'interdiction complète des essais nucléaires (TICE)[56].
- En cas d'accident nucléaire grave, c'est pour les mêmes raisons un « traceur » important, car faisant partie des premiers radionucléides émis[56] (avec l'iode 131, en cas de dépressurisation volontaire ou accidentelle, et/ou en cas de rupture accidentelle du confinement d'un réacteur de centrale nucléaire). D'autant que dans l'atmosphère, sa demi-vie radioactive est plus longue que dans le réacteur et qu'une quantité supplémentaire de xénon apparait à partir de l'iode 133 dont la demi-vie radioactive est d'un peu plus de vingt heures.

### Exemple: le cas de Fukushima (mars 2011)
Après le tremblement de terre et avant même la première dépressurisation volontaire du 1er réacteur, une émission de xénon a été détectée ce qui indiquait des dommages structurels probables dans la partie nucléaire des installations.
Puis dans les jours qui ont suivi le début de la catastrophe de Fukushima, une augmentation « record » du taux de xénon 133 (133Xe) dans l'air a été enregistrée au Japon et jusqu'en Amérique du Nord (par les scientifiques américains étudiant la radioactivité de l'air aux États-Unis dans le cadre du réseau de détection d'éventuels essais nucléaires). Ce fut le premier indice fort de perte de confinement de réacteur ou de criticité dans une piscine de désactivation.
Une modélisation inverse des émissions de xénon et césium (publiée en mars 2012) a été faite par une équipe internationale. Ses bases de calcul étaient les quantités (connues) de combustibles présents dans les cœurs de réacteurs et dans la piscine concernée. Ces données ont été croisées avec les données météorologiques et les relevés d'analyses de xénon faites dans plusieurs dizaines de stations au Japon, en Amérique du Nord et dans d'autres régions (le « nuage » enrichi en xénon radioactif « a atteint l'Amérique du Nord le 15 mars et l'Europe le 22 mars » puis un mois après l'accident (mi-avril, ce 133Xe était trouvé « assez uniformément répartis dans les latitudes moyennes de l'hémisphère Nord et même pour la première fois aussi mesurée dans l'hémisphère sud  par une station de Darwin en  Australie »).
Selon cette modélisation, confortée par les mesures de terrain, les quantités de xénon radioactif relâchées dans l'air du 11 au 15 mars 2011 par la centrale nucléaire de Fukushima Daiichi ont été très importantes : 15,3 (marge d'incertitude : 12,2-18,3) EBq selon Stohl & al, ou 16,7 ± 1,9 EBq ou encore 14,2 ± 0,8 EBq (selon une estimation moyenne) voire plus (19,0 ± 3,4 EBq) selon une autre méthode de calcul). C'est plus de deux fois le total des rejets de xénon par la catastrophe de Tchernobyl alors qu'au contraire les émissions de césium 137 des 4 réacteurs endommagés de Fukushima ne correspondent en quantité qu'à 43 % de celles estimées émises par le seul réacteur no 4 de Tchernobyl. C'est probablement aussi le plus grand dégagement de gaz rare radioactif de toute l'Histoire. C'est bien plus que tout le xénon contenu et émis par les 4 réacteurs en difficulté puis en fusion, ce qui s'explique par la production de xénon par désintégration de l'iode 133 en xénon 133, tout particulièrement semble-t-il dans la piscine du réacteur no 4, car ces émissions ont immédiatement chuté de plusieurs ordres de grandeur quand l'aspersion de cette piscine a pu commencer.
Une très grande partie du xénon émis est parti vers le pacifique et les États-Unis, mais le Japon a aussi été touché, et il faut ajouter sa radioactivité à celle de l'iode et du césium qui ont fait au Japon en avril-mai 2011 l'objet d'une première évaluation rétrospective officielle. Ce xénon a pu contribuer à une première exposition interne et externe des Japonais.

## Composés

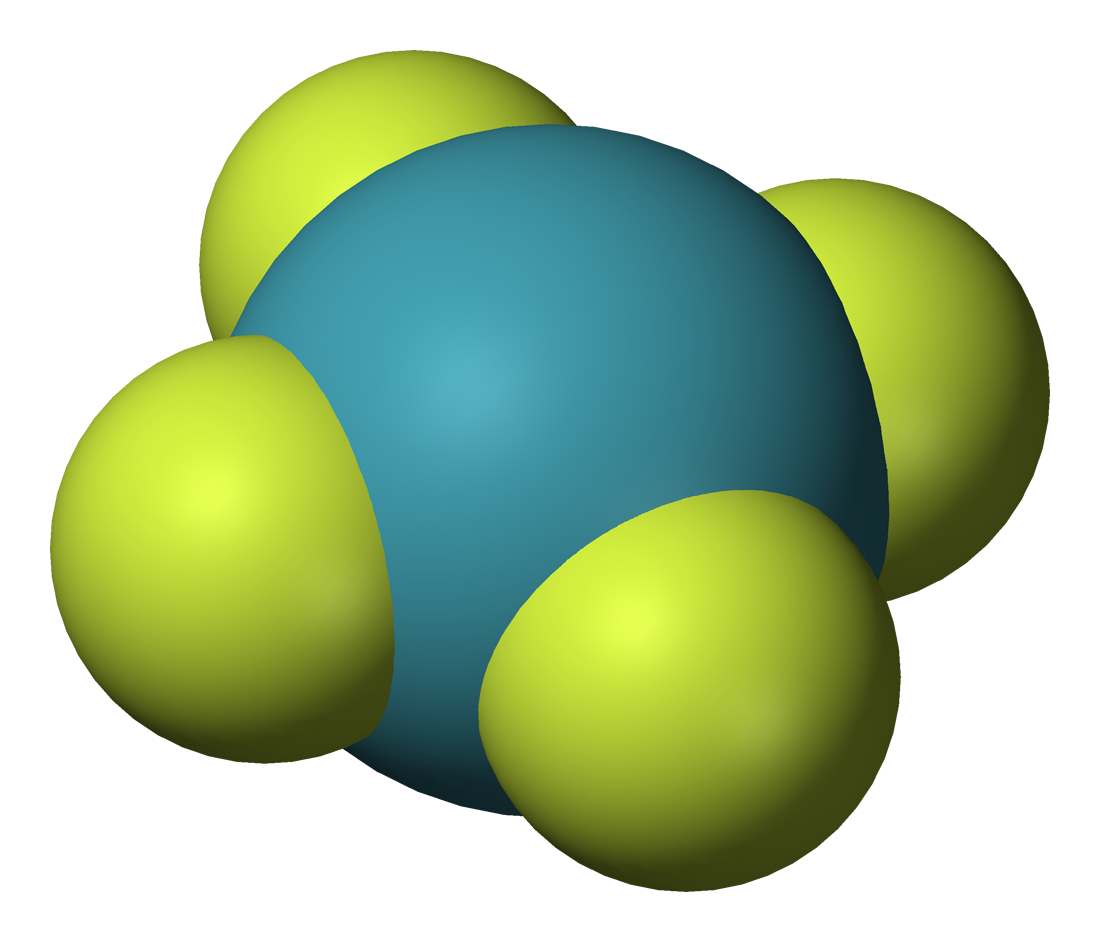
Tétrafluorure de Xénon

Malgré la stabilité de sa couche électronique, des composés du xénon ont été préparés, tous aux degrés d'oxydation II, IV, VI et même VIII.

### Découverte et approche théorique
Depuis sa découverte en 1898, la principale qualité du xénon a été son inactivité chimique. Cependant, dès 1933, Linus Pauling proposait que KrF6 et XeF6 pussent être isolés, en dépit du fait qu'il n'y était pas parvenu. Plus tard, D.M. Yost et A.L. Lake essayaient également sans succès, mais cette fois en soumettant un mélange de xénon et de difluor à des décharges électriques.
Le fait que le xénon puisse avoir une réactivité et exister parmi quelques dizaines de composés chimiques en engageant de réelles liaisons covalentes, ce qui n'est pas le cas des autres gaz nobles, est attribué à la polarisabilité de son cortège électronique. Elle est de 4,01 Å3 (= 4,01 × 10−24 cm3); contre 2,46 pour le krypton (qui possède également quelques composés covalents) ; 0,62 pour l'argon ; 0,39 pour le néon et 0,201 pour l'hélium. La polarisabilité exprime en quelque sorte le pouvoir du cortège électronique à se déformer, propriété essentielle pour entrer en combinaison avec d'autres atomes.

### Fluorures, oxydes et oxyfluorures de xénon
La première molécule synthétisée a été l'hexafluoroplatinate de xénon préparé par Neil Bartlett en 1962, à la suite de quoi de nombreux autres composés ont pu être préparés, tels le difluorure de xénon XeF2, le tétrafluorure de xénon XeF4, l'hexafluorure de xénon XeF6, le perxénate de sodium Na4XeO6*8H2O, un oxydant puissant, le trioxyde de xénon XeO3, explosif, ainsi que le tétraoxyde de xénon XeO4. La plupart des plus de 80 composés du xénon connus en 2007, contiennent du fluor ou de l'oxygène, tels que l'oxytétrafluorure de xénon XeOF4 ou le dioxydifluorure de xénon XeO2F2. Lorsque d'autres atomes sont liés au xénon (notamment de l'hydrogène ou du carbone), ils font souvent partie d'une molécule contenant du fluor ou de l'oxygène. Quelques composés du xénon sont colorés, mais la plupart sont incolores.

### Liaison carbone-xénon
Les composés organoxénon peuvent contenir du Xe(II) ou du Xe(IV).

### Composés ioniques du xénon
Ces composés peuvent s'ioniser, par arrachement ou fixation d'un ion fluorure, ce qui donne accès à une chimie ionique du xénon. Les ions suivants sont connus: XeF+, dérivant de XeF2 mentionné ci-dessus ; l'ion linéaire FXeFXeF+, qui peut être considéré comme la complexation d'un ion flurorure par deux ions XeF+ ; XeF3+ ; XeF5+ et XeF82− pour ne citer que les structures les plus simples.
Enfin, on doit noter l'existence du cation tétraxénon-or(II) AuXe42+ caractérisé dans le complexe [AuXe42+](Sb2F11−)2 ().

### Composés non fluorés
En 1995, un groupe de chercheurs de l'Université d'Helsinki ont annoncé la synthèse de dihydrure de xénon (XeH2), et plus tard d'hydroxy-hydrure de xénon (HXeOH), d'hydroxénoacétylène (HXeCCH) et d'autres molécules organiques contenant du xénon,[source insuffisante]. D'autres composés ont également été synthétisés dont HXeOXeH, ainsi que des molécules deutérées.

### Clathrates de xénon
En plus de composés dans lesquels le xénon participe à des liaisons chimiques, il peut former des clathrates dans lesquels les atomes de xénon sont piégés dans un réseau cristallin formé par un composé chimique comme l'eau par exemple. C'est le cas par exemple dans l'hydrate de xénon de formule Xe* 5,75H2O, dans lequel des atomes de xénon sont piégés dans réseau cristallin formé par les molécules d'eau, ainsi que son analogue deutéré Xe* 5,75D2O (). Ces clathrates peuvent se former naturellement sous hautes pressions, comme dans le lac Vostok situé sous la glace de l'Antarctique. La formation de clathrates peut être utilisée pour séparer le xénon, l'argon et le krypton par distillation fractionnée. L'atome de xénon peut également être piégé à l'intérieur de fullerènes. L'atome piégé peut être observé par RMN du 129Xe. Cette technique permet alors d'étudier les réactions chimiques mettant en jeu le fullerène, du fait de la grande sensibilité du déplacement chimique du xénon à son environnement. Cependant, l'atome de xénon influence lui-même la réactivité du fullerène.

### Composés transitoires
Lorsque les atomes de xénon sont dans leur état d'énergie fondamental, ils se repoussent les uns les autres et ne peuvent former de liaisons. Cependant avec un apport d'énergie, ils peuvent former, de façon transitoire, un dimère dans un état excité (excimère) jusqu'à ce que les électrons se désexcitent et retrouvent l'état fondamental. Le dimère peut se former parce que les atomes de xénon cherchent à remplir leur couche électronique périphérique et peuvent le faire de manière transitoire par « capture » de l'un des électrons de l'atome de xénon voisin. La durée de vie typique d'un excimère de xénon est de 1 à 5 nanosecondes, et la désexcitation se fait par émission de photons de longueurs d'onde voisines de 150 et 173 nanomètres,. Une troisième émission plus problématique quant à son origine, est le troisième continuum. Il semblerait que son origine soit un ion moléculaire Xe2+ ().
Le xénon peut également former, de façon transitoire, des composés binaires diatomiques avec d'autres éléments dont le brome, le chlore et le fluor. Cela s'explique par le fait que le xénon excité a une structure électronique analogue à celle des métaux alcalins. Il est donc logique qu'il réagisse avec les halogènes. Ces molécules ont des applications dans le domaine des lasers : citons XeCl, KrF…

## Utilisations

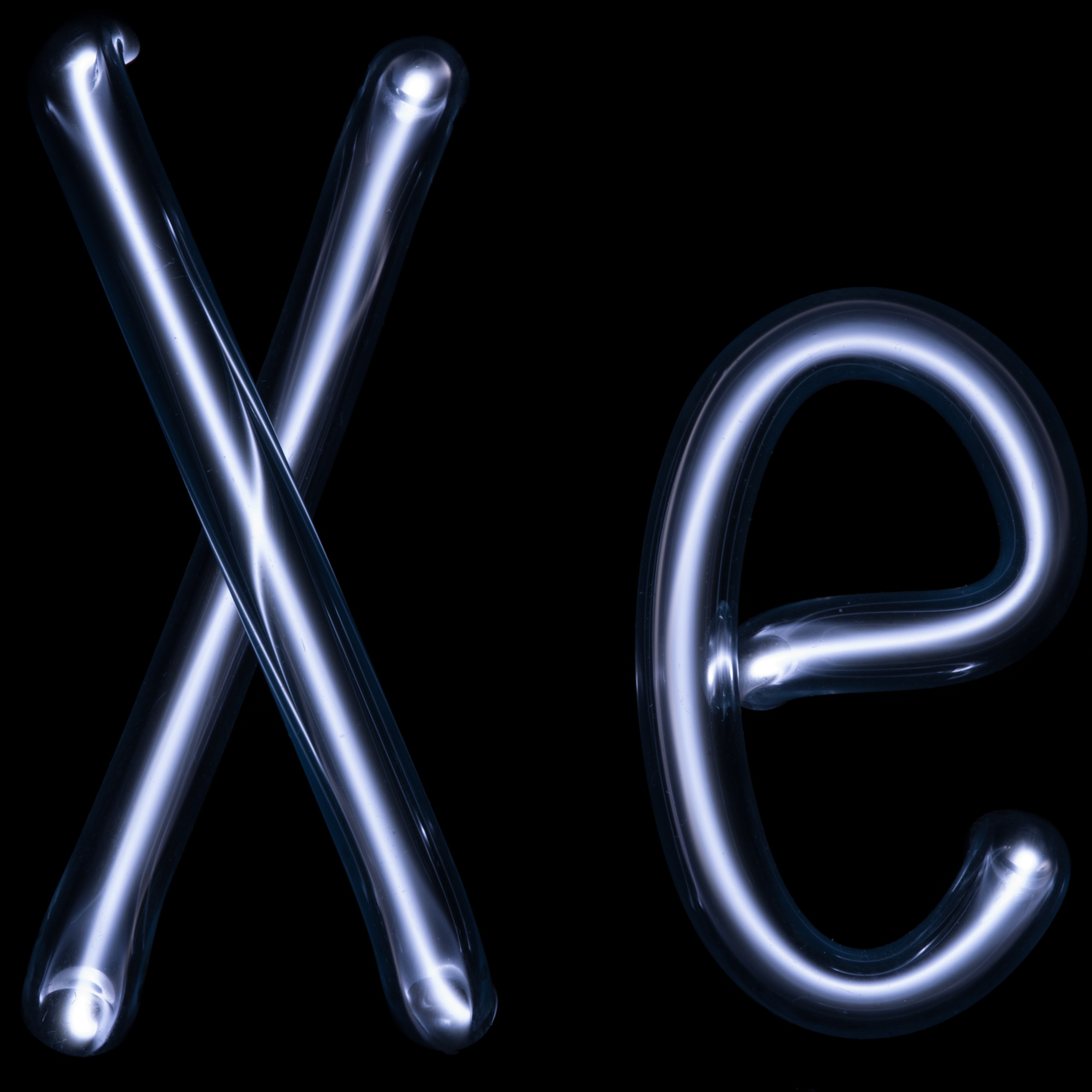
Enseigne au xénon.

Bien que le xénon soit peu abondant et relativement cher à extraire de l'atmosphère terrestre, il intervient dans de nombreuses applications.

### Optique

#### Lampes à décharge

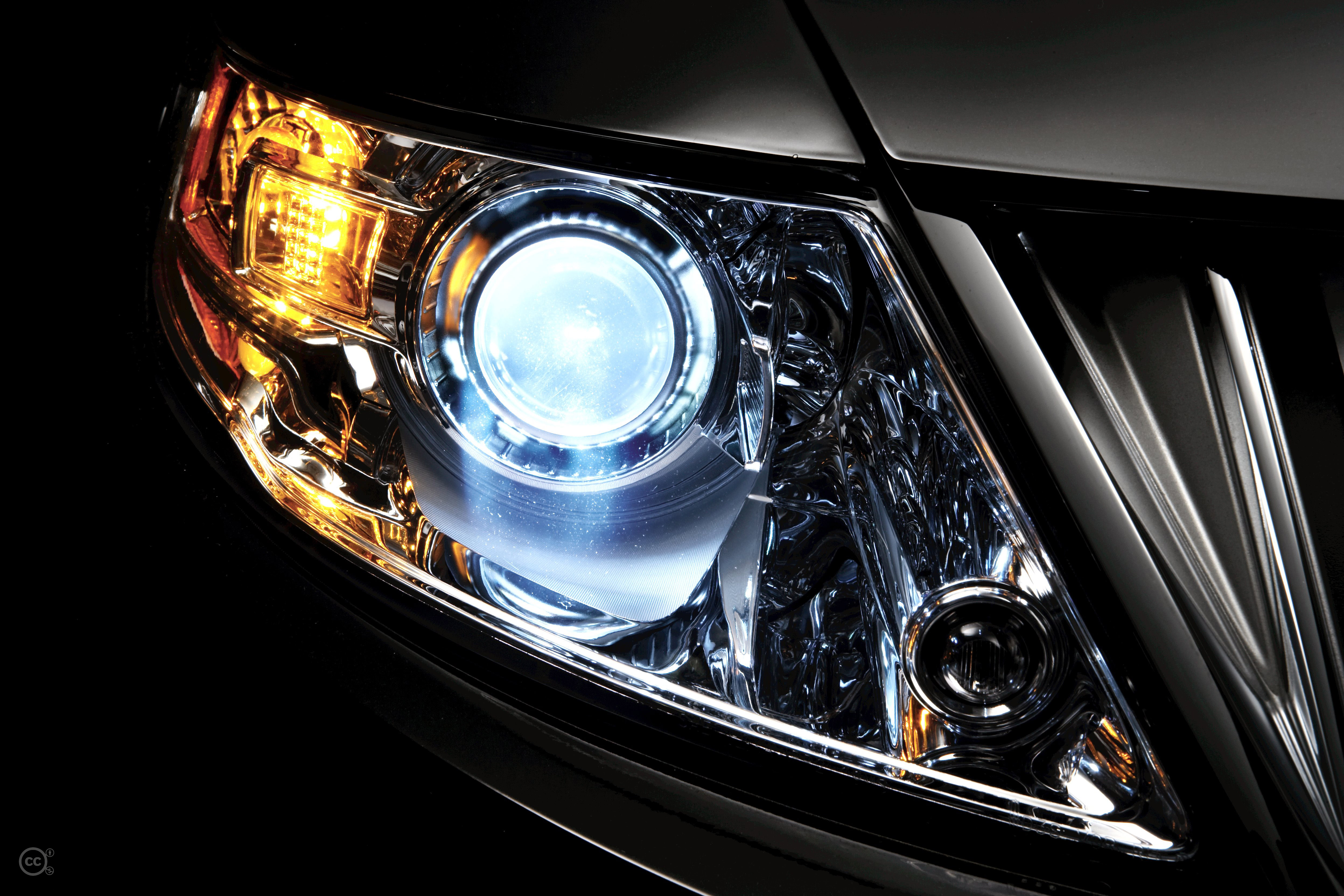
Phare à décharge au xénon.

Le xénon est utilisé dans des dispositifs d'émission de lumière sous forme de flash lumineux, utilisés dans les flash photographiques ou les stroboscopes. Il est également utilisé dans les lasers pour exciter le milieu amplificateur qui génère ensuite le faisceau cohérent. Le premier laser solide fabriqué en 1960 était pompé par une lampe au xénon, et les lasers utilisés pour la fusion nucléaire le sont également.

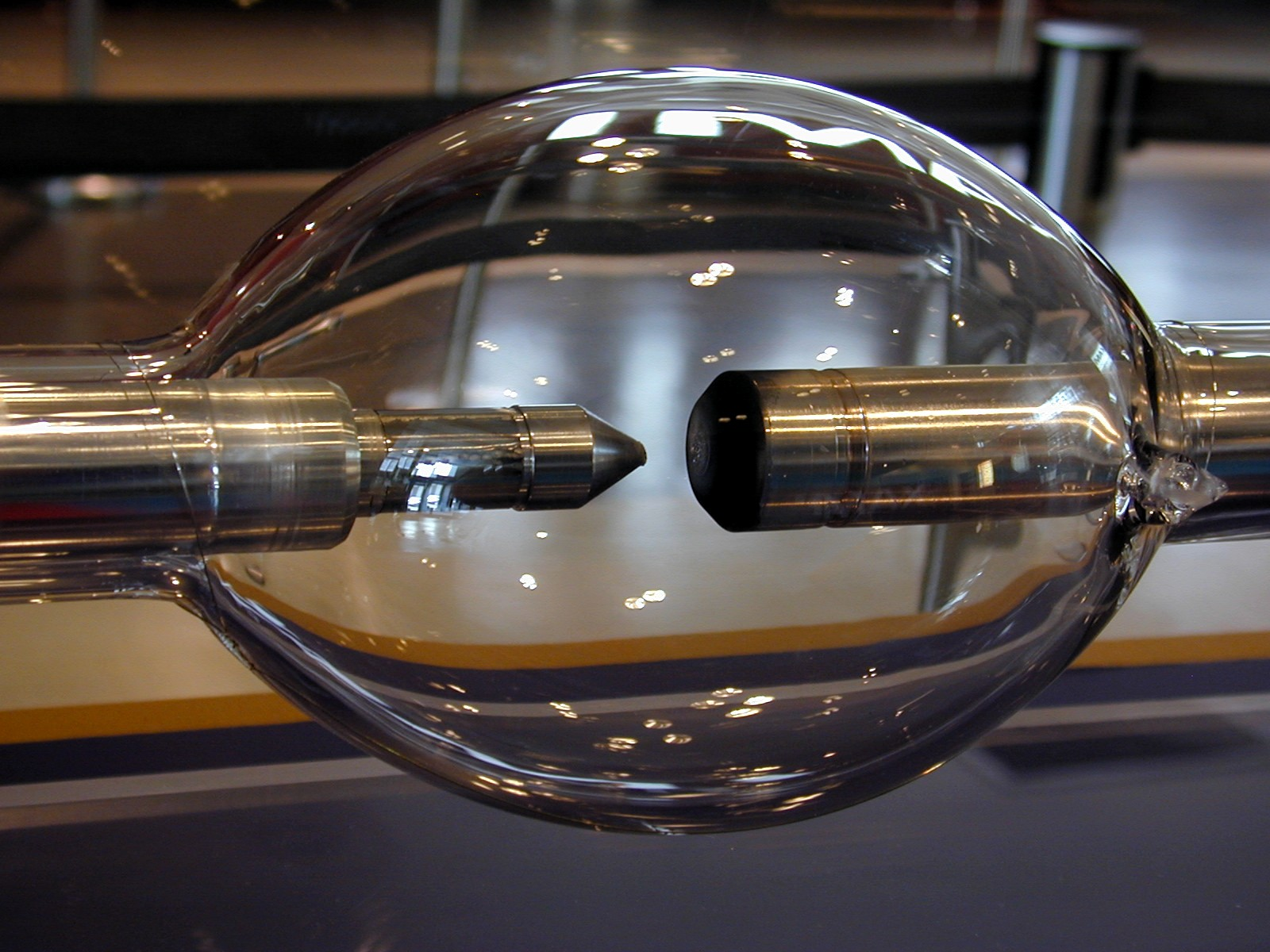
Lampe à décharge de 15 kW au xénon.

Les lampes à décharge au xénon ont une température de couleur proche de celle du Soleil à midi et sont utilisées pour le simuler dans des bancs solaires (la couleur de ces lampes est proche de celle d'un corps noir à une température proche de celle du Soleil). Après leur introduction dans les années 1940, ces lampes ont commencé à remplacer, dans les projecteurs de cinéma, les lampes à arc au carbone dont la durée de vie était courte. Elles sont employées de manière standard dans les systèmes de projection 35 mm ou IMAX, ainsi que pour d'autres applications spécialisées. Ces lampes à arc au xénon constituent une excellente source de rayonnement ultraviolet de courte longueur d'onde, et présentent également une grande intensité d'émission dans le proche infrarouge qui est utilisé dans certains équipements de vision nocturne.
Les lampes au xénon haute pression sont utilisées depuis le tournant du millénaire pour les phares d'automobile. Ce sont des lampes à décharge qui donnent un éclairage puissant avec une lumière très blanche légèrement bleutée. Ce type de phares reste onéreux, car il nécessite une alimentation haute tension et un système d'asservissement en azimut pour éviter l'éblouissement des conducteurs venant en sens inverse.
Les cellules dans les écrans plasma utilisent un mélange de xénon et de néon, ionisé sous forme de plasma par des électrodes. L'interaction de ce plasma et des électrodes génère un rayonnement ultraviolet, qui lui-même excite le revêtement contenant du phosphore qui constitue le côté visible du système d'affichage,.
Le xénon est utilisé comme « gaz de démarrage » dans les lampes à vapeur de sodium haute pression. En effet, de tous les gaz rares non radioactifs, c'est celui qui possède la conductivité thermique et le potentiel de première ionisation les plus faibles. Étant inerte, il n'interfère pas avec les réactions chimiques qui ont lieu au cours du fonctionnement de la lampe. Sa faible conductivité thermique permet de minimiser les pertes thermiques en cours de fonctionnement, et son faible potentiel d'ionisation permet d'avoir une tension de claquage relativement basse pour le gaz à froid, ce qui permet de mettre plus facilement la lampe en fonctionnement.

#### Lasers
En 1962, un groupe de chercheurs des laboratoires Bell a découvert un effet laser dans le xénon, et a découvert par la suite que le gain d'amplification du laser était augmenté en ajoutant de l'hélium au milieu actif,. Le premier laser à excimères utilisait un dimère (Xe2) excité par un faisceau d'électrons, et produisait une émission stimulée dans l'ultraviolet à une longueur d'onde de 176 nm (). Le chlorure de xénon et le fluorure de xénon ont également été utilisés dans des lasers à excimères (ou plus précisément à exciplexes). Le laser à excimères de chlorure de xénon a été utilisé par exemple pour des applications en dermatologie. Le fluorure de xénon permet une émission à 354 nm, le chlorure de xénon à 308 nm et le bromure de xénon à 282 nm, tandis que le laser à fluorure de krypton émet à 248 nm dans le proche ultraviolet.

### Médecine
Dans le domaine de la médecine, le xénon peut être utilisé en anesthésie, mais il intervient également dans des dispositifs d'imagerie médicale. Il possède, en outre, des propriétés neuroprotectives.

#### Anesthésie
Malgré son prix, le xénon peut être utilisé en anesthésie générale. Début 2008, seuls 2 hôpitaux étaient équipés en France,[source insuffisante] (CHU de Nîmes et Bordeaux) pour utilisation en anesthésie générale inhalatoire. Actuellement, deux autres CHU en France l'ont également à l'essai (CHU de Clermont-Ferrand et Poitiers). Il ne semble cependant pas utilisable pour les patients fragiles sur le plan respiratoire parce qu'il n'a de propriétés anesthésiques qu'à des concentrations élevées (supérieurs à 60 %), ce qui limite à 40 % l'apport en dioxygène (insuffisant pour certains patients). C'est une méthode d'anesthésie avec peu d'effets secondaires (pas de baisse de pression artérielle, réveil et retour à la conscience plus rapide), mais ce gaz est cependant très cher, ce qui limite pour l'instant son utilisation.
Deux mécanismes ont été proposés pour expliquer son effet. Le premier met en jeu une inhibition de la Ca2+ ATPase dans la membrane plasmique synaptique (cette protéine permet de transporter du calcium). Cette inhibition serait due à un changement conformationnel lorsque le xénon se lie à des sites non polaires à l'intérieur de la protéine. Le second mécanisme possible met en jeu des interactions non spécifiques entre l'anesthésiant et la couche lipidique.
Le xénon possède une concentration alvéolaire minimale (MAC) de 71 %, ce qui en fait un anesthésiant 50 % plus puissant que le protoxyde d'azote. Il peut donc être utilisé avec de l'oxygène pour limiter les risques d'hypoxie. Contrairement au protoxyde d'azote, le xénon n'est pas un gaz à effet de serre et n'est pas considéré comme dangereux pour l'environnement. Cependant, du fait du coût élevé du xénon, les applications nécessiteront un système fermé de manière que le xénon puisse être recyclé et réutilisé après filtration et purification.

#### Imagerie médicale
Deux techniques bien différentes mettant en jeu le xénon sont au service de l'imagerie médicale : l'utilisation du radioisotope 133 et celle du xénon hyperpolarisé.

##### Xénon radioactif133Xe
L'émission gamma du radioisotope 133 du xénon peut être utilisée en imagerie du cœur, des poumons ou du cerveau, au moyen de la tomographie d'émission monophotonique. Ce même isotope a également été utilisé pour mesurer le flux du sang,,.

##### Xénon hyperpolarisé
Les noyaux de deux des isotopes stables du xénon, 129Xe et 131Xe, possèdent un moment angulaire non nul (spin nucléaire). Lorsqu'ils sont mélangés à des vapeurs d'éléments alcalins ou d'azote, et soumis à un flux laser polarisé circulairement et d'une longueur d'onde correspondant à une des raies d'absorption de l'alcalin, leurs spins nucléaires peuvent être alignés par un processus d'échange au cours duquel les électrons de valence de l'alcalin sont polarisés par le flux laser et transfèrent leur polarisation aux noyaux de xénon par couplage magnétique hyperfin. Les vapeurs d'alcalin sont typiquement produites en chauffant du rubidium métal au-dessus de 100 °C. La polarisation de spin des noyaux de xénon peut excéder 50 % de sa valeur maximale possible, ce qui est largement supérieur à la valeur d'équilibre prédite par une distribution de Boltzmann (typiquement 0,001 % de la valeur maximum à température ambiante). Cet état hors-équilibre, temporaire, est appelé hyperpolarisation.
Le noyau de 129Xe possède un spin nucléaire I = 1/2 et donc ne possède pas de moment quadrupolaire électrique. Il ne subit donc pas d'interaction quadrupolaire au cours des collisions avec d'autres atomes, ce qui permet de conserver l'hyperpolarisation pendant une durée longue, même après que le laser a été coupé et que les vapeurs de l'alcalin ont été éliminées par condensation sur une surface à température ambiante. Le temps nécessaire pour qu'une distribution de spins retourne à sa polarisation d'équilibre (définie par la statistique de Boltzmann) est le temps de relaxation T1. Dans le cas du xénon 129, T1 varie de quelques secondes pour des atomes de xénon dissous dans du sang, à quelques heures pour du xénon gazeux, et même à quelques jours pour du xénon solide. L'hyperpolarisation du xénon 129 rend sa détection par imagerie par résonance magnétique incroyablement plus sensible. Il a ainsi permis de faire des images de poumons, ce qui n'est pas simple par d'autres techniques, et d'autres tissus. Il a été utilisé par exemple pour visualiser les flux gazeux dans les poumons,. Afin de pouvoir observer sélectivement certaines parties du corps ou certaines cellules, des études pour encager le xénon dans un environnement spécifique à la cible visée ont été effectuées. Par exemple, la cage peut être une émulsion lipidique pour des études neurologiques[source insuffisante]. Pour servir de biorécepteur, un encagement par un cryptophane a été étudié.
À l'inverse, 131Xe possède un spin nucléaire I = 3/2 et un moment quadrupolaire non nul. Son temps de relaxation se situe dans une gamme de quelques millisecondes à quelques secondes.

#### Autres utilisation
Ce gaz a été utilisé par certains alpinistes pour aider à l'ascension de très hauts sommets. L'inhalation de ce gaz permet une augmentation transitoire de l'érythropoïétine mais sans efficacité démontré sur la performance sportive. Son principal intérêt pourrait être alors la neuroprotection.

### Autres utilisations
Le xénon est utilisé dans des chambres à bulles, des détecteurs, et dans des domaines où sa masse moléculaire élevée et son caractère inerte le rendent intéressant.
Le xénon est utilisé sous forme liquide comme milieu de détection des WIMPs (Weakly interacting massive particles). Lorsqu'une telle particule entre en collision avec un atome de xénon, elle doit en théorie lui arracher un électron et entraîner une scintillation. L'utilisation du xénon devrait permettre de distinguer cette interaction d'autres événements similaires causés par des particules comme les rayons cosmiques. Cependant, l'expérience Xenon menée au laboratoire national du Gran Sasso en Italie n'a pas permis à l'heure actuelle de confirmer l'existence d'une WIMP. Même si aucune WIMP n'est détectée, cette expérience doit contribuer à faire progresser la connaissance de la matière noire ainsi que d'autres modèles de physique. Le détecteur actuellement utilisé pour cette expérience est cinq fois plus sensible que n'importe quel autre instrument dans le monde, et sa sensibilité doit encore être améliorée d'un ordre de grandeur au cours de l'année 2008 ().

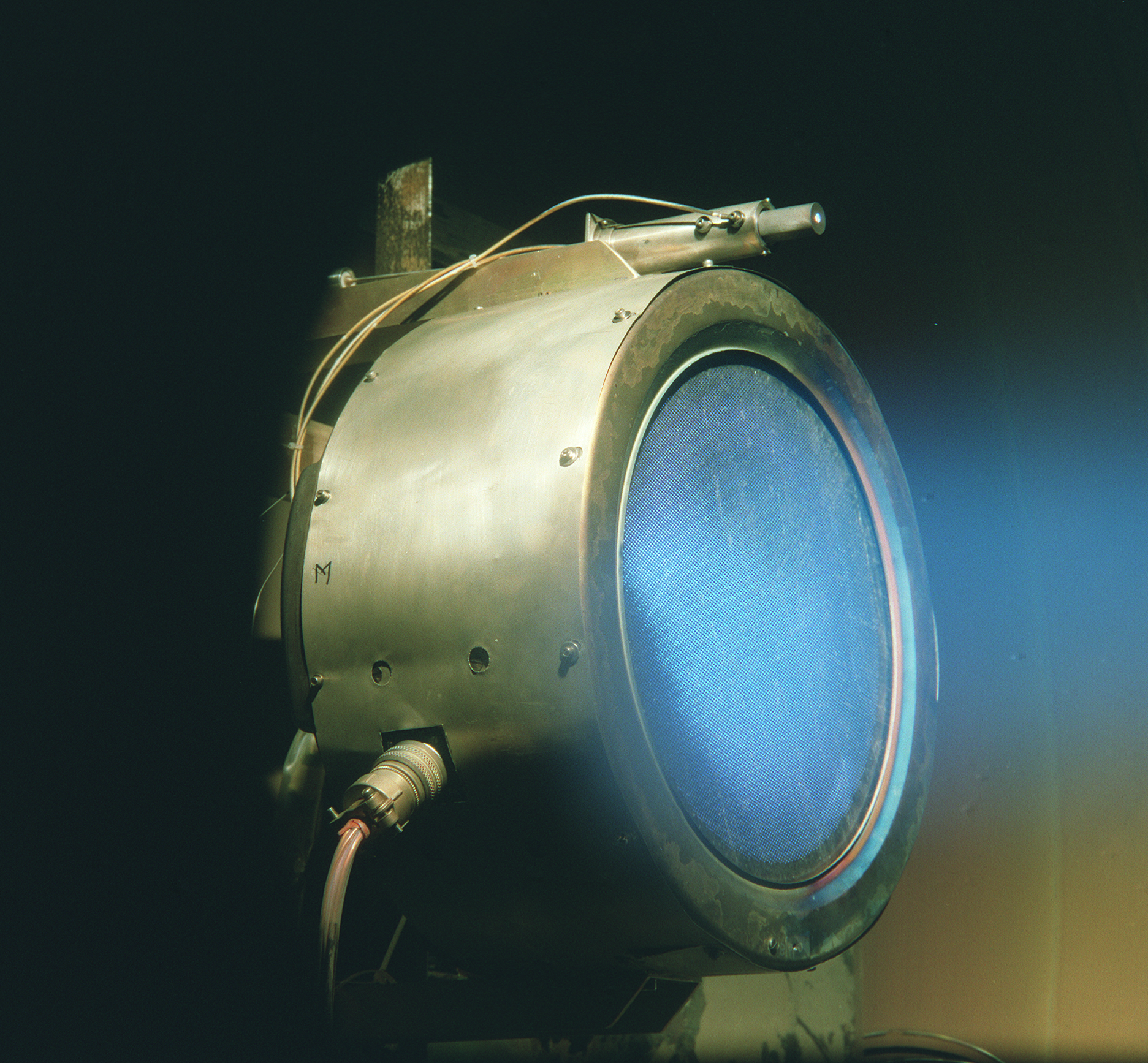
Prototype d'un moteur ionique au xénon.

Le xénon est le carburant le plus couramment utilisé pour la propulsion ionique des engins spatiaux du fait de sa faible énergie d'ionisation par unité de masse atomique, et de la possibilité de le stocker sous forme liquide à des températures proches de la température ambiante (sous haute pression) et de le ramener facilement à l'état gazeux pour alimenter le moteur. Le caractère inerte du xénon le rend moins polluant et moins corrosif pour les moteurs ioniques que d'autres carburants comme le mercure ou le césium. Le xénon a été d'abord utilisé pour les moteurs ioniques des satellites dans les années 1970 (). Il a été ensuite employé comme propulseur pour le véhicule spatial européen Smart 1 et comme combustible des trois moteurs ioniques de la sonde américaine Dawn.
En chimie analytique, les perxénates sont utilisés comme oxydants. Le difluorure de xénon est utilisé pour attaquer le silicium, en particulier dans la production de MEMS (Microsystème électromécanique). Le fluorouracile, médicament anticancéreux, peut être obtenu par réaction du difluorure de xénon avec l'uracile. Le xénon est également utilisé en diffraction pour résoudre la structure des protéines. Sous une pression de 0,5 à 5 MPa, le xénon se lie préférentiellement aux cavités hydrophobes des protéines, et peut être utilisé pour retrouver la phase par une méthode de dérivation aux atomes lourds,.

## Précautions, sécurité
Le xénon non radioactif est apprécié comme anesthésiant, et le 133Xe radioactif est devenu un agent apprécié de certains médecins et biologistes pour les études fonctionnelles du poumon et pour établir certains diagnostics. Dans les deux cas, il est important que le patient reçoive la dose prévue par le protocole.
Or, le xénon se dissout rapidement dans la plupart des plastiques et caoutchoucs. Il peut donc fuir graduellement si les bouchons des contenants sont en ces matières.
Le xénon peut cependant être stocké sans risque dans les conditions normales de température et de pression s'il est dans des containers en verre ou en métal scellés.
Des précautions particulières doivent être prises pour le stockage du 133Xe, parce qu'outre qu'il est coûteux, il est radioactif (demi-vie : 5,245 jours).
Produit à partir d'uranium 235 dont il est un des produits de fission, il est fourni dans des flacons de 2 ml contenant soit 370, soit 740 mégabecquerels (10 ou 20 millicuries) de xénon 133.
Au moment de l'étalonnage, le gaz préparé ne contenait plus de 0,3 % de xénon 133m ; pas plus de 1,5 % de xénon 131m ; pas plus de 0,06 % de krypton 85 et pas plus de 0,01 % d'iode 131 avec pas moins de 99,9 % de la radioactivité provenant du radioxénon réputé se comporter dans l'organisme, comme du xénon non radioactif. Cette composition va changer avec le temps (cf. décroissance radioactive puis éventuelles fuites, après transvasement dans le contenant d'expérimentation).
Par exemple, les bouteilles « multi-injections » de 133Xe utilisées dans les années 1960 et au début des années 1970 perdaient 5 à 6 % de leur xénon par jour (même stockées fermées). Ce type de fuite peut être réduite de 70 à 80 % par le froid. De même une seringue en plastique contenant une solution au xénon perd spontanément de ½ à 1 % de son contenu par heure. On a aussi montré que le xénon, assez peu soluble dans les solutions salines pouvait se libérer d'une solution et percoler dans le joint de caoutchouc du piston de cette seringue. Une seringue de 2,5 cm3 contenant 0,5 ml d'une solution xénon, peut perdre jusqu'à 50 % de son xénon en 2 heures,.
Le système de délivrance par inhalation du gaz xénon 133 (type respirateurs ou spiromètres), et les assemblages de tubes associés doivent être étanches afin d'éviter de libérer de la radioactivité dans l'environnement (qui doit être protégé par un système d'aération/filtration adéquat).
S'il n'est pas considéré comme réellement toxique à l'état pur, il se dissout facilement dans le sang et il fait partie des substances qui peuvent franchir la barrière hémato-encéphalique. À partir d'une certaine dose, il entraîne une anesthésie partielle (ou totale s'il est inhalé à plus forte dose). Au-delà d'une certaine dose, il est asphyxiant.
Les composés du xénon sont par contre toxiques, et pour beaucoup explosifs du fait de leur pouvoir oxydant marqué et d'une tendance à la séparation du dioxygène et du xénon.